# Parry Passage
Parry Passage är ett sund i Kanada.   Det ligger i North Coast Regional District och provinsen British Columbia, i den sydvästra delen av landet, 4 100 km väster om huvudstaden Ottawa.
Trakten runt Parry Passage är nära nog obefolkad, med mindre än två invånare per kvadratkilometer.